# Boyle Finniss

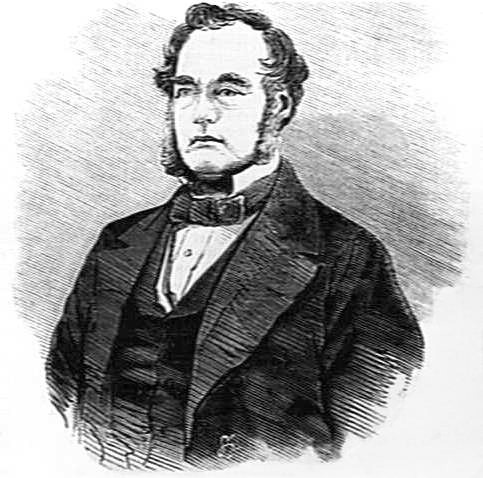
Boyle Finniss

Boyle Travers Finniss (* 18. August 1807; † 24. Dezember 1893) war der erste Premierminister von South Australia und regierte vom 24. Oktober 1856 bis 20. August 1857.

## Biografie
1864 beauftragte die Regierung von Südaustralien (South Australia) Finnis, die Küste des Northern Territory zu erforschen und eine Hauptstadt für das Northern Territory auszuwählen. William Patrick Auld und Frederick Henry Litchfield waren an dieser Expedition beteiligt. Finniss errichtete eine Siedlung in Escape Cliffs, in der Nähe der Mündung des Adelaide River. Diese Wahl wurde von vielen kritisiert. Er hatte auch Probleme mit der Insubordination seiner Offiziere und war nicht besonders beliebt bei seiner Mannschaft. Seine Expeditionen, die zunächst von Frederick Henry Litchfield begleitet und später geleitet wurden, waren oft nicht ausreichend ausgestattet. Sein Verhältnis zu den Aborigines war schlecht. Aufgrund dieser Probleme wurde er schon bald zurück beordert. Im Mai 1866 verteidigte er sich vor einem parlamentarischen Untersuchungsausschuss zu den Anklagepunkten erfolgreich. 

## Ehrungen
Nach ihm ist unter anderem der Finniss River in South Australia benannt.